# 2015년 한국바둑리그
2015 KB 국민은행 바둑리그는 2015년 4월 23일부터 열리는 한국바둑리그의 열두번째 시즌이다. 국민은행의 후원으로 진행된다. 이번 바둑리그는 한국물가정보가 신생 구단으로 참여함에 따라 2010년 한국바둑리그이후 5년만에 홀수구단 체제로 리그가 진행되었다. 바둑리그에서는 티브로드가 정규리그 3년연속 우승과 함께 챔피언 결정전에서 2013년 이후 2년만에 챔피언 결정전에서 만난 신안 천일염을 2경기 모두 3:1로 제압하면서 2007년~2009년 영남일보의 3연패 이후 첫 연속 우승을 기록하게 되었다. 퓨처스 바둑리그에서는 SK 엔크린이 화성시코리요와 동률을 이뤘으나 승자승 원칙으로 앞서 우승을 차지했다.

## 대회

### 달라지는점
- 이번 시즌부터 한국물가정보가 서울을 연고로 하여 신생팀으로 참여함에 따라 5년만에 홀수구단 체제로 리그가 진행된다. 한국물가정보는 바둑리그에 참가하는 대신 한국물가정보배 프로기전을 중단하였다.
- 선수단 운영
  - 선수 선발 방식 : 전체 프로기사 320명 중 바둑리그 감독, 각 팀 보호선수, 군입대자, 해외보급기사, 휴직기사 등 바둑리그 참가가 어려운 124명을 제외한 120명의 선수를 대상으로 9개구단이 선수를 선발하게 된다, 바둑리거 5지명은 별도 추첨으로 추첨순서를 정해 뽑으며, 퓨처스바둑리거 3지명은 별도 선발전을 통해 선발한다.
  - 팀 구성 : 종전과 동일하게 한 팀은 1군 5명, 2군 3명 총 8명으로 선수단을 구성한다.
  - 보호선수 : 팀당 소속 선수 8명 중에서 5명을최대 3년간 보호 할 수 있도록 하는 새로운 보호선수 제도가 이번시즌부터 적용된다.
- 리그 방식
  - 9개 구단 18R으로 진행되며(1일 1경기, 1주에 한 라운드가 진행되어 총 18주간 정규시즌 진행), 포스트시즌은 준플레이오프는 단판, 플레이오프와 챔피언결정전은 3번기로 진행한다.
  - 경기 진행 방식 : 종전 제한시간 1시간 30분짜리 장고 3판과 제한시간 10분짜리 속기 2판이 한 경기(2일 1경기)로 구성되었으나, 이번 시즌은 제한시간 1시간짜리 장고 1판과 제한시간 10분짜리 속기 4판이 1경기로 구성된다. 진행 방식은 1국을 장고로 진행하여 19시 경기에 장고 1판과 속기 2판이 동시에 진행되며 속기 2판이 종료되면 21시 경기부터 1국 장고는 계속 진행되는 가운데 나머지 속기 2판을 동시에 진행하게 되게 된다.
  - 대국 규정 : 장고 제한시간 1시간, 1분 초읽기 1회 / 속기 제한시간 10분, 40초 초읽기 5회(공통 : 덤 6.5집 공제)
- 퓨처스바둑리그 : 18라운드 72경기, 216국의 경기를 진행하며 방식은 지난시즌과 동일하다. 총규모 3억원인 2015 KB국민은행 퓨처스 바둑리그의 우승상금은 3,000만원, 준우승상금은 1,500만원이다
- 10라운드부터 30분 앞당겨 18시 30분부터 경기를 시작한다.

### 상금 배분
총 상금 34억 규모로 팀 상금은 1위 2억원, 2위 1억원, 3위 6000만원, 4위 3,000만원이고 선수들에게는 기본 대국료(승자 350만원, 패자 60만원)가 지급된다.

### 대회 화제
- 2015년 9월 20일 16라운드 티브로드 vs CJ E&M의 경기 중 제 3국인 강유택 선수(티브로드)와 신진서 선수(CJ E&M)의 대국에서 3패빅이 발생하여 이 대국은 무승부 처리되었다. 결국 이 대국으로 인해 이 두팀간의 16라운드 대국은 2승 1무 2패로 나눠 가지며 승부를 가리지 못했다.
- 최철한 선수(화성시 코리요)가 바둑리그 최초 통산 100승을 달성했으며 강동윤 선수(CJ E&M)와 이세돌 선수(신안 천일염)도 바둑리그 통산 100승 클럽에 이름을 올리게 되었다.
- 목진석 선수(신안 천일염)가 플레이오프 1차전에서 강동윤 선수(CJ E&M)을 꺾으며 개인 통산 1000승을 달성했다. 입단 21년 2개월만이며 역대 8번째로 1000승클럽에 가입하게 되었다.

## 2015시즌 선수단
굵은 글씨는 보호선수
| 출전팀   | 신안 신안천일염 | 화성 화성코리요 | 울산 SK엔크린 | 이북5도 티브로드 | 대전 정관장 황진단 | 인천 CJ E&M | 포항 포스코켐텍 | 광주 Kixx  | 서울 한국물가정보 |
| -------- | --------------- | --------------- | ------------- | ---------------- | ------------------ | ----------- | --------------- | ---------- | ----------------- |
| 감독     | 이상훈          | 이정우          | 최규병        | 이상훈           | 김영삼             | 윤현석      | 김성룡          | 김영환     | 한종진            |
| 지명순번 | 바둑리그        | 바둑리그        | 바둑리그      | 바둑리그         | 바둑리그           | 바둑리그    | 바둑리그        | 바둑리그   | 바둑리그          |
| 1        | 이세돌          | 최철한          | 박영훈        | 박정환           | 이창호             | 강동윤      | 나현            | 김지석     | 원성진            |
| 2        | 조한승          | 이원영          | 안성준        | 이동훈           | 김정현             | 이지현男    | 김명훈          | 윤준상     | 백홍석            |
| 3        | 목진석          | 민상연          | 김세동        | 김승재           | 김현찬             | 신진서      | 변상일          | 허영호     | 안국현            |
| 4        | 신민준          | 박정상          | 이태현        | 강유택           | 김기용             | 박승화      | 류민형          | 한승주     | 안형준            |
| 5        | 이호범          | 김동호          | 홍민표        | 박민규           | 박시열             | 강승민      | 김진휘          | 한태희     | 송지훈            |
| 지명순번 | 퓨처스리그      | 퓨처스리그      | 퓨처스리그    | 퓨처스리그       | 퓨처스리그         | 퓨처스리그  | 퓨처스리그      | 퓨처스리그 | 퓨처스리그        |
| 1        | 최재영          | 박진솔          | 류수항        | 윤찬희           | 이창석             | 박재근      | 안조영          | 유병용     | 박하민            |
| 2        | 김주호          | 홍기표          | 최현재        | 오장욱           | 고근태             | 황재연      | 박건호          | 이상헌     | 설현준            |
| 3        | 박준석          | 이용찬          | 김대용        | 박영롱           | 이현호             | 박경근      | 김혜민          | 김환수     | 신윤호            |

## 정규리그 순위
| 순위 | 팀                 | 경기 | 승 | 무 | 패 | 개인승수 | 포스트시즌         |
| ---- | ------------------ | ---- | -- | -- | -- | -------- | ------------------ |
| 1    | 이북5도 티브로드   | 16   | 10 | 1  | 5  | 43.5     | 챔피언 결정전 직행 |
| 2    | 신안 신안 천일염   | 16   | 10 | 0  | 6  | 50       | 플레이오프 직행    |
| 3    | 광주 KIXX          | 16   | 10 | 0  | 6  | 39       | 준플레이오프       |
| 4    | 인천 CJ E&M        | 16   | 9  | 1  | 6  | 38.5     | 준플레이오프       |
| 5    | 울산 SK엔크린      | 16   | 8  | 0  | 8  | 37       |                    |
| 6    | 화성 화성시코리요  | 16   | 7  | 0  | 9  | 38       |                    |
| 7    | 포항 포스코켐텍    | 16   | 7  | 0  | 9  | 38       |                    |
| 8    | 대전 정관장 황진단 | 16   | 6  | 0  | 10 | 37       |                    |
| 9    | 서울 한국물가정보  | 16   | 4  | 0  | 12 | 33       |                    |

## 퓨처스 바둑리그 순위
| 순위 | 팀                 | 경기 | 승 | 패 | 개인승수 | 비고                         |
| ---- | ------------------ | ---- | -- | -- | -------- | ---------------------------- |
| 1    | 울산 SK엔크린      | 16   | 10 | 6  | 27       | vs 화성시코리요 상대전적 2승 |
| 2    | 화성 화성시 코리요 | 16   | 10 | 6  | 27       | vs SK엔크린 상대전적 2패     |
| 3    | 대전 정관장 황진단 | 16   | 9  | 7  | 26       |                              |
| 4    | 서울 한국물가정보  | 16   | 8  | 8  | 25       |                              |
| 5    | 인천 CJ E&M        | 16   | 8  | 8  | 24       |                              |
| 6    | 신안 신안 천일염   | 16   | 8  | 8  | 22       |                              |
| 7    | 이북5도 티브로드   | 16   | 7  | 9  | 23       |                              |
| 8    | 광주 KIXX          | 16   | 7  | 9  | 21       |                              |
| 9    | 포항 포스코켐텍    | 16   | 5  | 11 | 21       |                              |

## 포스트시즌
2015 한국바둑리그 포스트시즌은 상위 4개팀이 프로야구 스텝레더 방식으로 진행하며 준플레이오프는 5판 3승제 단판, 플레이오프부터는 5판 3승제 3번기로 진행된다.
포스트시즌은 2015년 10월 17일부터 시작하며 경기 시간은 오후 1시에 시작한다. 이번 포스트시즌에도 매 국 종료 될 때마다 다음 대국에 출전하는 선수를 공개해서 진행하는 "매 대국 오더제"가 적용된다. 2일 1경기 체제로 진행되며 첫째날 1국은 장고대국이, 2국과 둘째날에 속개되는 3~5국은 속기대국으로 진행된다.

### 포스트시즌 일정
- 준 플레이오프 : 5전 3선승제 단판 / 2015년 10월 17일 ~ 10월 18일
- 플레이오프 : 5전 3선승제 3번기 / 2015년 10월 24일부터 10월 29일까지 최대 6연전으로 진행
- 챔피언결정전 : 5전 3선승제 3번기 / 2015년 11월 9일부터 11월 14일까지 최대 6연전으로 진행

### 대진표
|  | 준플레이오프(5전 3선승 단판) | 준플레이오프(5전 3선승 단판) | 준플레이오프(5전 3선승 단판) |  |  | 플레이오프(5전 3선승 3번기) | 플레이오프(5전 3선승 3번기) | 플레이오프(5전 3선승 3번기) | 플레이오프(5전 3선승 3번기) | 플레이오프(5전 3선승 3번기) |  |  | 챔피언결정전(5전 3선승 3번기) | 챔피언결정전(5전 3선승 3번기) | 챔피언결정전(5전 3선승 3번기) | 챔피언결정전(5전 3선승 3번기) | 챔피언결정전(5전 3선승 3번기) |
|  |                              |                              |                              |  |  |                             |                             |                             |                             |                             |  |  |                               |                               |                               |                               |                               |
|  |                              |                              |                              |  |  |                             |                             |                             |                             |                             |  |  | 1                             | 이북5도 티브로드(2)           | 3                             | 3                             | X                             |
|  |                              |                              |                              |  |  | 2                           | 신안 신안 천일염(2)         | 3                           | 3                           | X                           |  |  | 2                             | 신안 신안 천일염(0)           | 1                             | 1                             | X                             |
|  | 3                            | 광주 KIXX                    | 0                            |  |  | 4                           | 인천 CJ E&M(0)              | 1                           | 2                           | X                           |  |  |                               |                               |                               |                               |                               |
|  | 4                            | 인천 CJ E&M                  | 3                            |  |  |                             |                             |                             |                             |                             |  |  |                               |                               |                               |                               |                               |

| 2015 KB국민은행 바둑리그 우승                                  |
| -------------------------------------------------------------- |
| 이북 5도 티브로드 (두 번째 우승, 정규시즌 3연패 및 리그 2연패) |

## 대회결과
바둑리그
- 우승 : 이북 5도 티브로드(정규시즌 3연패 및 리그 2연패)
- 준우승 : 신안 신안 천일염
- 3위 : 인천 CJ E&M
- 4위 : 광주 KIXX

퓨처스 바둑리그
- 우승 : 울산 SK 엔크린
- 준우승 : 화성 화성시 코리요

개인부문
- MVP : 박정환(티브로드)
- 우수상 : 신민준(신안 천일염)
- 신인상 : 박민규(티브로드)
- 다승상 : 최철한(화성시 코리요), 윤준상(KIXX) - 13승
- 퓨처스리그 우수기사상, 다승상 : 박진솔(화성시 코리요) - 14승 2패/다승상, 우수기사상 동시 수상